# Йоламира
Йоламира — правитель Парадана II века из династии Паратараджей.
Имя Йоламиры, первого известного правителя из рода Паратараджей, означает в переводе с иранского «Воин Митра». Он был единственным представителем династии, о котором известно не только из нумизматического материала: также об Йоламире сообщается в надписях, обнаруженных в буддистской вихаре в северно-западной части современного Белуджистана в Лоралае. Известные серебряные монеты этого правителя подразделяются на три типа. Вначале он изображается с бородой, а потом — гладко выбритым, на реверсе чаще всего повёрнутая вправо или влево свастика с легендой на брахми. Йоламирой чеканились дидрахмы (выпускались только во второй фазе, и, возможно, носили характер коронационных украшений), драхмы, гемидрахмы, четвертьдрахмы и оболы. Время его правления относят к 125—150 годам, по другим предположениям — к 150—175 годам. Сыновья Йоламиры Багамира, Арджуна и Хварамира поочередно занимали престол Парадана.